# Ан дьо Турвил
Ан Иларион, граф дьо Турвил (на френски: Anne Hilarion, comte de Tourville; * 24 ноември 1642, Париж, Кралство Франция; † 23 май 1701, Париж, Кралство Франция) е френски морски командир и адмирал на служба при Луи XIV. От 1693 г. е с чин маршал на Франция.

## Произход и младост
Ан дьо Турвил е роден в замъка Турвил близо до източния бряг на полуостров Котантен, Северна Франция. Той е потомствен аристократ и като такъв още на 17 години се включва в Малтийския орден. Скоро след това става капитан на фрегата и води успешни сражения против османците и североафриканските пирати (Кандийска война). През 1666 г. младежът е призован в кралския флот и на следващата година поема командването на собствен линеен кораб.

## Военноморска кариера

### Холандска война
По време на Холандската война той се прочува за първи път като герой на Сицилианската кампания под командването на адмирал Дюкен. През 1676 г. участва в битките при Огоста и Палермо с кораба Сан Парей – мощен линеен кораб с 62 оръдия. По-късно му поверяват други кораби – Сирен и Скептър. През 1679 г. става един от най-младите адмирали, като поема командването на цяла ескадра.
През последвалия мирен период службата на Турвил продължава с борбата против африканските пирати. Пак под командата на Дюкен, той участва в бомбардирането на Алжир, Триполи и Генуа (1682 – 1685). След смъртта на Дюкен през 1688 г. е назначен за вицеадмирал на целия кралски флот, което е най-високият чин, защото Луи XIV отказва да определи върховен главнокомандващ на военноморските сили.

### Участие в Деветгодишната война

#### Бийчи Хед
В началото на Деветгодишната война, противопоставила Франция на Кралят-Слънце срещу внушителна коалиция от вражески държави, Турвил трескаво реорганизира флота и корабостроителниците работят със забележителни темпове. Ето защо през 1690 г. той може да излезе в открито море с колосална ескадра от 78 линейни кораба и още толкова фрегати и допълнителни съдове с над 4700 оръдия. Насреща му англо-нидерландският флот разполага с 56 линейни кораба и около 3460 оръдия. Турвил получава нареждане да го потърси, да му нанесе колкото се може по-големи загуби, след което да блокира устието на Темза и да прекъсне комуникациите между англичани и нидерландци. Адмиралът не изпълнява цялата задача, но на 10 юли се натъква на съюзническите кораби начело с Хърбърт край южните английски брегове, при нос Бийчи Хед (Бевезиер, както го наричат французите) и им нанася поражение, като пленява или потапя 15 от тях. Съюзниците трескаво се оттеглят към Лондон, а Турвил не ги последва. Много историци приемат, че при повече желание е могъл действително да блокира английската столица и да постигне ранно излизане на Англия от войната.
Това е най-значимата победа на Турвил и тя е неочаквана, тъй като повечето му съвременници приемат, че моретата са запазена сфера на англичаните и нидерландците. При срещата си с Турвил след края на кампанията самият крал възкликва: „Сега сме господари на Ла Манша, след като победихме англичаните, които от векове се хвалят, че им принадлежи… и то, когато бяха подкрепени от нидерландците!“ В продължение на това са и думите на Волтер, че „близо две години по моретата имало само френски кораби“.

#### Барфльор и Ла Уг
През 1691 г. англичаните и нидерландците все още не се осмеляват да излязат срещу Турвил и той провежда първата кампания за пленяване на търговски съдове (от май до август). Така се започва традиция за разстройване на ключовата за френските противници търговия през Ла Манша, която ще се развие през войната, а и в следващите конфликти. Междувременно умира опитният морски министър Сеньоле, заместен от некомпетентния Поншартрен. Това веднага се отразява на способностите на кралския флот и през 1692 г. Турвил разполага само с 44 линейни кораба. Англичаните и нидерландците са се постарали и извеждат в морето общо 90 съда. При това съотношение на силите пред Турвил има отговорна задача.
През тази война сваленият английски крал Джеймс ІІ замисля инвазия в родината си с подкрепата на френските си съюзници. На п-ов Котантен, близо до родното имение на Турвил, се събира десантна войска, която чака да бъде прехвърлена в Англия. Адмиралът получава заповед да се придвижи от Брест при нея и да осигури преминаването ѝ през протока. На възражението му, че има два пъти по-малко кораби от съюзниците, получава надменен отговор от Поншартрен, че трябва да изпълнява, а не да обсъжда кралските нареждания. Англо-нидерландската ескадра, командвана от адмирал Ръсел, го чака край Котантен. В края на май в гъстата мъгла край нос Барфльор се състои първото сражение, в което Турвил се измъква от капана, но повечето кораби се разпръскват. Той трябва да изостави повредения си флагман Солей Роял (унищожен по-късно при Шербур) и с 15 други съда да се оттегли в залива Ла Уг. Там съюзниците го блокират и разбирайки, че не може да им се противопостави, той дава заповед на екипажите да слязат на брега. Корабите са подпалени от англичаните и изгарят.

#### Лагуш
Въпреки това още на следващата година Луи XIV произвежда Турвил в чин маршал, заедно с други именити офицери като Вилроа, Катина, Буфлер и Ноай. Адмиралът бързо успява да се отблагодари за жеста. В началото на лятото на 1693 г. французите научават, че огромен конвой от над 200 търговски английски и нидерландски кораба ще се отправи към Гибралтар, за да навлезе в Средиземно море. Само 17 линейни кораба, командвани от сър Джордж Рук, ще го ескортират. Турвил образува флотилия от 70 кораба и прави засада около португалския град Лагуш. В края на юни той напада конвоя и след продължително сражение потапя и пленява половината от неговите кораби. Рук избягва към остров Мадейра, а англичаните изчисляват загубите си като най-големите след пожара в Лондон от 1666 г. Около 30 млн. ливри е печалбата на победителите. Този успех се оценява като реванш на Турвил за поражението при Ла Уг.
С края на войната през 1697 г. Турвил напуска флота и на 23 май 1701 г. умира от туберкулоза. Погребан е в църквата Сен Йосташ, близо до гроба на Колбер.

## Оценки за личността му
Херцог дьо Сен Симон пише в своите известни Мемоари:
| „ | [В негово лице] Франция изгуби своя най-велик морски офицер, страшилище за англичани и нидерландци, които от век спореха за контрол над морето… Турвил владееше до съвършенство всяко начинание във флота – от дърводелството до куража на адмирала. Неговата справедливост, учтивост, яснотата на заповедите му…, неговата точност, подреденост и мъдрост караха всички да искат да служат под негова команда. | “ |

Алфред Махеан:
| „ | Турвил бе единственото велико име в тази морска война, ако изключим корсарите начело с Жан Барт. Между английските адмирали, макар да бяха смели и предприемчиви хора, нямаше нито един, който да може да се сравни с него. Към това време (1697 г.) той вече беше служил тридесет години във флота и беше едновременно моряк и войник. Той имаше безкрайна смелост, показвана често в младостта му и богат опит, защото беше участвал във всички важни сражения, които бе водил френският флот. | “ |